# وقت رفتن (فیلم)
وقت رفتن (فرانسوی: Le Temps qui reste‎) فیلمی فرانسوی به کارگردانی فرانسوا اوزون است که در سال ۲۰۰۵ به نمایش درآمد. این فیلم در بخش نوعی نگاه جشنواره فیلم کن ۲۰۰۵ حضور داشت.